# 1秒率
1秒率（いちびょうりつ）は呼吸機能検査の項目の一つで、息を努力して（力を込めて）吐き出したときに呼出される空気量（努力肺活量）のうち最初の一秒間に吐き出された量（1秒量）の割合である。この割合が低下していると気管支が狭窄して空気がスムーズに流れることができなくなっていることを意味し、気管支喘息患者や肺気腫等の閉塞性肺疾患患者で低下を示す。肺、胸郭、横隔膜の弾性、呼吸筋の強さを測定する。計算式は以下のようになる。
1秒率（%） = 1秒量 ÷ 努力肺活量 × 100
このとき、努力して吐き出すことにも生理的な意義がある。呼出努力で胸郭内圧が高まることで気管支が圧迫されて、閉塞がより明らかになるためである（努力性呼出では正常人でも安静時より呼出量が少なくなる）。逆に言えば、1秒率が減少するような疾患では深くゆっくりとした呼吸が呼吸機能の改善に役立つことを意味する。
略記表現としてFEV1.0%と表記され、forced expiratory volume 1.0(sec) %の略。正常値は70%以上である。喫煙者は慢性的な肺気腫を反映して正常値を下回っていることが多い。
Global Initiative for Chronic Obstructive Lung Disease (GOLD)は、COPDの診断、重症度、管理に関するガイドラインを提供している。閉塞性肺疾患の診断には、気管支拡張薬投与後の1秒率が0.7未満でなければならない。次に、1秒量予測値に対する1秒量のパーセント値（%1秒量）、すなわち下式を使用して重症度を判断する。
%1秒量（%）= 1秒量 ÷ 1秒量予測値 × 100
パーセントが低いほど閉塞は重症とされる。つまり、閉塞性肺疾患の診断に用いる指標、1秒率（FEV1%）と、閉塞性肺疾患の重症度評価に用いられる指標（予測値に対する1秒量の比率、%1秒量（%FEV1））は異なる。